# Stoodley Pike
Stoodley Pike ist eine 402 m hohe Erhebung in den südlichen Pennines in der nordenglischen Grafschaft West Yorkshire. Der exponierte Hügel trägt das weithin sichtbare Stoodley Pike Monument, einen 37 m hohen Obelisken mit Aussichtsplattform.

## Lage
Stoodley Pike erhebt sich etwa 3 km östlich der Marktstadt Todmorden, in deren Gemarkung er liegt, und etwa gleich weit südwestlich der Kleinstadt Hebden Bridge. Beide Städte liegen am Rochdale Canal, der hier eine nach Süden offene Kurve macht und den Hügel dabei halb umrundet. Orographisch bildet Stoodley Pike den nördlichen Ausläufer eines namenlosen, bis zu 422 m hohen Hochmoors, von dessen Hauptteil ihn die Einsattelung Withens Gate abtrennt.
Über die Erhebung führt der Pennine Way, der auf Withens Gate den Calderdale Way kreuzt. Aufgrund der gegebenen Wegerechte ist Stoodley Pike für die Allgemeinheit nur zu Fuß erreichbar.

## Monument
Der selbst nicht allzu auffällige Ausläufer hat vor allem durch das markante Monument an seiner Nordspitze Bekanntheit erlangt. Es hieß zunächst nur Stoodley Pike, also genauso wie der Hügel; später wurde der offizielle Name des Denkmals in Stoodley Pike Monument geändert.
Das Monument erinnert an das Ende der Koalitionskriege durch die Kapitulation von Paris 1814. Infolge der exponierten Lage in einer Kurve an der oberen östlichen Kante des weiten Trogtals, durch das der Rochdale Canal hier verläuft, ist das Monument aus westlichen und nördlichen Richtungen weithin unübersehbar. Es ersetzt ein früheres Bauwerk von 1815 mit gleicher Widmung, das 1854, exakt zum britischen Kriegseintritt im Krimkrieg, nach Blitzschäden eingestürzt ist.
Das jetzige Monument nach Entwürfen des örtlichen Architekten James Green wurde etwa 100 m nordwestlich des Gipfels (Position) auf einer Höhe von 396 m errichtet und 1856 fertiggestellt. Es besteht aus einem Sockel mit einer 12 Meter hohen achteckigen Aussichtsplattform, die von einem Eingang an der Nordseite über eine 39-stufige Wendeltreppe erreichbar ist und den knapp 37 m hohen gemauerten vierkantigen Obelisken umgibt, der den eigentlichen Blickfang darstellt.
1889 wurde bei Reparaturarbeiten zusätzlich ein Blitzableiter installiert. Seitdem sind keine Blitzschäden mehr eingetreten.
Das Monument steht seit dem 2. April 1984 als Grade II Listed Building unter Denkmalschutz.

### Inschrift
Über dem Eingang befindet sich folgende leicht verwitterte Inschrift, rechts eine deutsche Übersetzung: 
| STOODLEY PIKE, A PEACE MONUMENT ERECTED BY PUBLIC SUBSCRIPTION COMMENCED IN 1814 TO COMMEMORATE THE SURRENDER OF PARIS TO THE ALLIES AND FINISHED AFTER THE BATTLE OF WATERLOO WHEN PEACE WAS ESTABLISHED IN 1815. BY A STRANGE COINCIDENCE THE PIKE FELL ON THE DAY THE RUSSIAN AMBASSADOR LEFT LONDON BEFORE THE DECLARATION OF WAR WITH RUSSIA IN 1854. WAS REBUILT WHEN PEACE WAS RESTORED IN 1856 RESTORED AND LIGHTNING CONDUCTOR FIXED 1889 | Stoodley Pike, ein aus öffentlichen Beiträgen errichtetes Friedensdenkmal, angefangen 1814 zur Erinnerung an die Kapitulation von Paris vor den Alliierten und fertiggestellt nach der Schlacht von Waterloo, als Frieden eingezogen war, 1815. Durch einen seltsamen Zufall fiel das Denkmal an dem Tag ein, an dem 1854 der russische Botschafter vor der Kriegserklärung an Russland London verließ. Wurde wiederaufgebaut 1856, als der Friede wiederhergestellt war. Instandgesetzt und mit Blitzableiter versehen 1889. |